# Lav Mirski
Lav Mirski (Zagreb, 21. lipnja 1893. – Osijek, 29. travnja 1968.), hrvatski dirigent židovskog podrijetla.

## Životopis
Završio je studij violončela na Konzervatoriju u Zagrebu. Djelovao je u Beču, Sušaku i Zagrebu, a od 1917. u Osijeku, gdje je bio ravnatelj Opere HNK Osijek i intendant. 
Neposredno nakon osnutka Nezavisne Države Hrvatske, Mirski u svibnju 1941. dobiva otkaz te biva deportiran u Zagreb, a nakon toga u talijanski koncentracijski logor Ferramonti di Tarsia, gdje vodi zbor logoraša. Godine 1944. oslobađaju ga zapadni saveznici te se pridružuje partizanima. 
U razodoblju od 1944. do 1947. bio je dirigent Opere i Simfonijskog orkestra u Tel Avivu i Radijskog orkestra u Jeruzalemu, nakon čega se 1947. vraća u Osijek i ponovno postaje ravnatelj opera u HNK u Osijeku, a 1956. intendant. Umirovljen je 1961.
Umro je u Osijeku 29. svibnja 1968. i pokopan na osječkom groblju svete Ane. Jedan od trgova u središtu Osijeka danas nosi njegovo ime.